# Sáva (jméno)
Sáva je mužské křestní jméno hebrejského původu. Vykládá se jako „děd, stařec“. Další variantou jména je Sába. Archaickou variantou je Sávo.
Podle českého kalendáře má svátek 14. listopadu.

## Známí nositelé
- sv. Sáva Posvěcený – světec, kněz a poustevník (439 – 532)
- sv. Sáva Sedmipočetník – žák sv. Cyrila a Metoděje (9. – 10. stol.)
- Svatý Sáva – první srbský arcibiskup (1175? – 1235)
- Sáva Šabouk – český teoretik a historik umění (1933 – 1993)
- Sava Kovačević – jugoslávský partyzán (1905 – 1943)

### V umění
V románu Julese Verna Matyáš Sandorf je nositelkou jména Sava dcera hlavního hrdiny.

## Sáva v jiných jazycích
- Slovensky: Sáva
- Rusky: Savva (Савва)
- Bulharsky, srbsky: Sava (Сава), zastarale Savo (Саво/Сӑво)
- Polsky: Sabbas
- Italsky: Saba nebo Sabba
- Španělsky: Sabás